# ولدی
ولدی (به لاتین: Velədi) یک منطقهٔ مسکونی در جمهوری آذربایجان است که در شهرستان لنکران واقع شده‌است.

## مردم
عمده مردمان این شهر که تالش هستند از بقایای قوم کهن کادوس و آماردند. در جریان جنگ لنکران نیز گروهی از اهالی این شهر به گیلان در ایران کنونی رفته و در آن جا ساکن شده‌اند. این روستا هم اکنون با نام ولد نامیده می‌شود که بالغ بر هزار نفر در آن ساکنند که به زبان تالشی و زبان گیلکی از بازمانده‌های زبان اوستایی گویش دارند.